# 福岡市立美野島小学校
福岡市立美野島小学校（ふくおかしりつ みのしましょうがっこう）は、福岡県福岡市博多区美野島にあった小学校。跡地には2015年4月に福岡市立住吉小中学校が開校している。

## 所在地
- 福岡県福岡市博多区美野島3丁目22-7

## 沿革
- 1957年（昭和32年） - 住吉小学校から分離し開校。
- 2012年（平成24年） - 住吉小学校へ統合。
- 2015年（平成27年）4月 - 跡地に福岡市立住吉小中学校が開校。[1]

## 学校周辺
- 福岡市立住吉中学校
- 福岡県私設病院協会専門学校
- 那珂川
- 福岡県道555号桧原比恵線